# 仄迪人
仄迪人（马来语：Chetty；英语：Chitty）也作土生印度人（马来语：Peranakan India），是来自南印度泰米尔地区的商人与马来半岛马来人女子所生下的族群。15至16世纪，这些来自南印度的人，乘船或经由陆路来到马来半岛进行贸易。当时马来半岛，尤其是马六甲是国际贸易中心，有许多地区的人会集中在此处进行货物买卖及其他生意。这样的环境吸引他们前来，主要是从事放款借贷生意。他们与当地女子生下的后代，就是仄迪人。这些印巫的后代大多保留印度教的信仰。

## 外部連結
- 大馬‧仄迪人文化交融 （页面存档备份，存于）